# Sakit Cəlilov
Sakit Cəlilov (ros. Сакит Джалилов) – rosyjski i azerski zapaśnik startujący w stylu klasycznym. Zajął trzecie miejsce w Pucharze Świata w 2012 i dwunaste w 2013 roku.